# Gele jufferduif
De gele jufferduif (Ptilinopus luteovirens) is een vogel uit de familie Columbidae (duiven).

## Verspreiding en leefgebied
Deze soort is endemisch op de Fiji-eilanden.